# BBC Radio Leeds
BBC Radio Leeds – brytyjska stacja radiowa należąca do publicznego nadawcy radiowo-telewizyjnego BBC i pełniąca w jego sieci rolę stacji lokalnej dla hrabstwa West Yorkshire. Została uruchomiona 24 czerwca 1968, obecnie można jej słuchać w  analogowym i cyfrowym przekazie naziemnym oraz w Internecie. 
Główną siedzibą stacji jest gmach BBC Yorkshire w Leeds, skąd nadawane są również regionalne wiadomości telewizyjne Look North, emitowane w paśmie rozszczepianym na antenie BBC One. Ponadto stacja dysponuje studiem zlokalizowanym w National Media Museum (Narodowym Muzeum Mediów) w Bradford, gdzie zwiedzający mogą z bliska przyglądać się, jak powstają audycje radiowe. 
Oprócz samodzielnej produkcji audycji, BBC Radio Leeds pełni również rolę koordynatora codziennego magazynu, prezentującego najciekawsze materiały zebrane przez dziennikarzy 39 lokalnych stacji radiowych BBC z całej Anglii. Audycja ta emitowana jest równocześnie przez wszystkie te stacje, jednak studio i obsługę prezenterską zapewnia jej właśnie Radio Leeds. Ponadto na antenie stacji można słuchać programów siostrzanych stacji lokalnych BBC z Sheffield i Yorku, a także nocnych programów ogólnokrajowego BBC Radio 5 Live. 